# باریکان (طالقان)
باریکان روستایی است از توابع بخش مرکزی شهرستان طالقان در استان البرز ایران. این روستا در دهستان میان‌طالقان قرار دارد. ساکنین این روستا از اقوام تات هستند و به زبان تاتی صحبت می‌کنند.همچنین در این روستا منطقه ای به نام امیر آباد در ارتفاعات باریکان وجود دارد که توسط پرویز باریکانی تاسیس شده است..علت انتخاب نام امیر آباد این است که پرویز خان باریکانی در شناسنامه نام امیر را دارد.

## مشخصات عمومی روستای باریکان
روستای باریکان از نظر موقعیت جغرافیائی در ۵۰درجه و ۴۴دقیقه طول شرقی و ۳۶درجه و ۹دقیقه عرض شمالی واقع شده‌است و جزء دهستان میان‌طالقان بخش «مرکزی» از توابع شهرستان «طالقان» استان «البرز» می‌باشد.
باریکان از روستاهای زیبای منطقه باستانی طالقان و مشرف به سد طالقان می‌باشد. ارتفاع موقعیت استقرار روستا از سطح دریا ۲۰۵۰ متر است. باریکان در مربع مستطیلی واقع است که ضلع جنوبی شرقی آن دارای ارتفاع ۲۳۵۰ متر و ضلع شمال غربی آن ۱۹۵۰ متر ارتفاع دارد. 

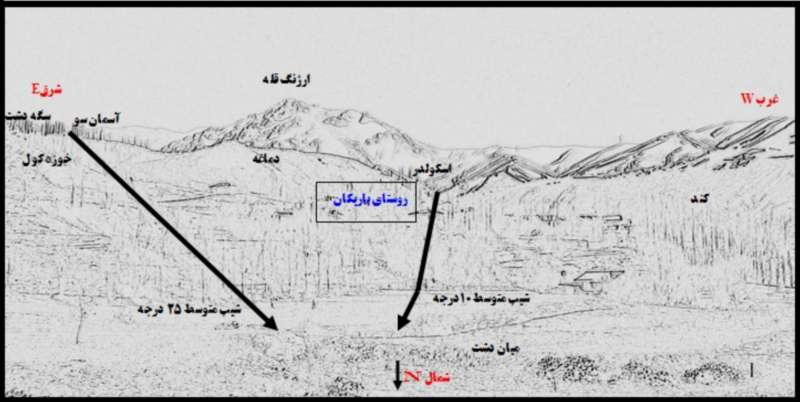
کروکی تغییرات ارتفاع در روستای باریکان

تغییرات نسبتاً بالای ارتفاع بیانگر موقعیت کوهستانی باریکان است. درصد شیب از ضلغ جنوب غربی به شمال شرقی حدود ۲۵درجه و از ضلع جنوب شرقی به شمال غربی حدود ۱۵ درجه می‌باشد. محدوده باریکان در حدود ۲۰ کیلومتر مربع تخمین زده می‌شود.
روستای باریکان در فرهنگ مشهور دهخدا این‌گونه وصف شده‌است:
«دهی است جزء دهستان وسط بخش طالقان شهرستان طهران که در ۳ هزارگزی جنوب مرکز بخش و یک هزارگزی جنوب راه فرعی شهرک به صمغ آباد قرار دارد. منطقه‌ای است سردسیر با ۲۸۶ تن سکنه. صنایع دستی اهالیش قالیچه و گلیم، و کرباس بافی و راهش مالرو است.»

## وجه تسمیه
در خصوص وجه تسمیه نام‌گذاری و مفهوم باریکان نقطه نظرات متعددی مطرح است:
بررسی‌های انجام شده حاکی از آن است که برای <معنی باریکان> دو مفهوم لغوی و نیز یک وصف تاریخی وجود دارد:
۱- باریکان عبارت است از کلمه ترکیبی: بار: (محصول کشاورزی) + ی: (نسبت مکان) + کان: (معدن) است و به معنای: «مکانی حاصلخیز و دارای محصولات زراعی» است.

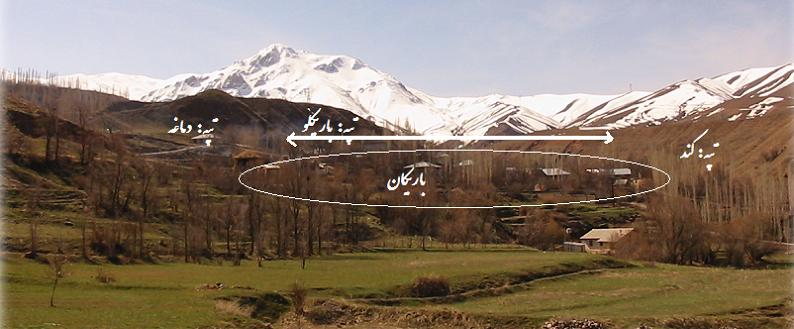
باریکان به معنای مکان باریک و کم‌عرض در میان دو تپه (کند) و (باریکو+دماغه)

۲- باریکان عبارت است از کلمه ترکیبی (باریک)= واژه باریک به این دلیل اطلاق شده که روستا در محدوده باریکی در حد فاصل حدود ۲۰۰ تا ۳۰۰ متری میان دو تپه، شامل تپه‌های: («باری کلو = بالای باریکان» و تپه«دماغه»)در سمت شرق و تپه: «کند» (زرعکان) در سمت غرب قرار دارد + اَن «روستاهایی با پسوند «-اَن» در زبان فارسی، در زبان فارسی، به عنوان نشانه مکان و موطن بکار می‌رود». بنا به این تعریف باریکان به معنای (مکانی باریک و کم عرض) است.
۳- بر اساس آثار باقی‌مانده و نیز متون باستانی، قدمت روستا به قبیله پریکانی‌ها در سرزمین «ماد» یا «مادستان» نسبت داده می‌شود که در دره طالقان شاهک‌نشین «باریکانو» را تشکیل داده بودند.

## پیشینه تاریخی
آقای دکتر مهرداد ملکزاده در مقاله «سرزمین پریان در خاک مادستان» در سر فصلی، با عنوان «بازماندگان مادی در دره‌های البرز مرکزی» به این نتیجه تقریبی رسیده‌است که دره طالقان به‌طور قطع همان شاهک‌نشین «باریکانو» و دیار «پریکانیان» مادی است. وی معتقد است: «پریکانیان از دیگر (مادان) جداگانه می‌زیستند و در دره طالقان دژی یا شهری به نام باریکان داشتند.»

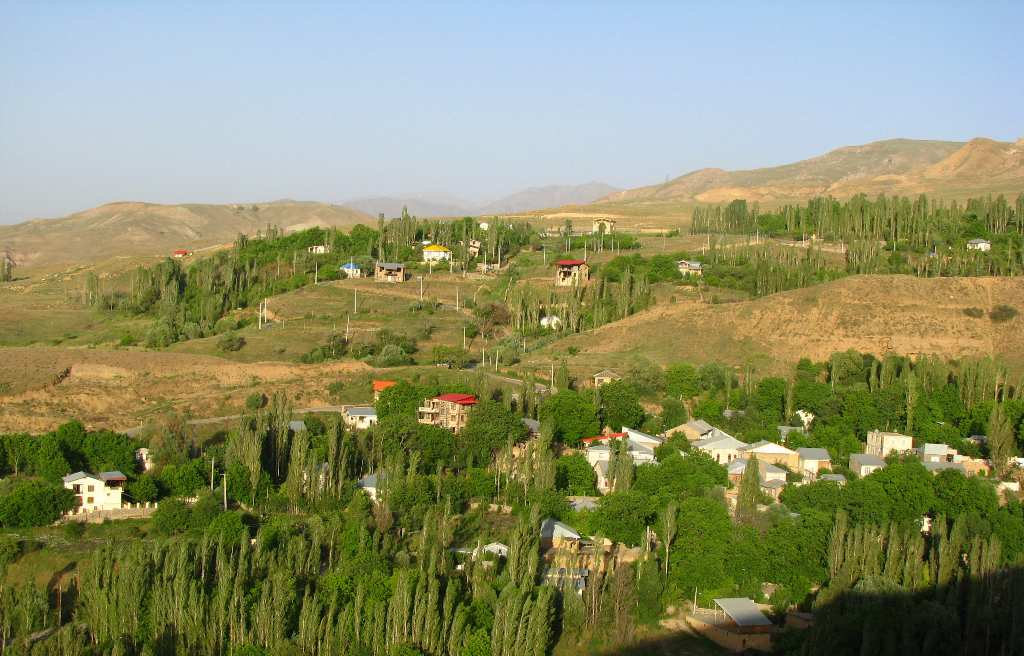
منظره روستای باریکان - نمای غرب به شرق

سایت همراه اندیشه در تبیین نظرات آقای ملکزاده چنین نگاشته‌است: «نام «باریکانو Barikanu» در دو فهرست از شاهک نشین‌های مادی مربوط به سال‌های ۷۱۴و ۷۱۳ ق م در کتیبه سارگون آشوری آمده‌است و به «باریکانه» در جایی آن سوی همدان فعلی و نزدیکی ری باستان اشاره دارد. شایان ذکر است دهی به نام باریکان در حوزه بخش طالقان از شهرستان کرج در استان البرز نیز ثبت شده‌است.»
اما با وجود پیشینه تاریخی روستای باریکان بررسیها حاکی از آن است که روستای باریکان در موقعیت فعلی در اواخر دوران نادرشاه افشار در حدود۲۷۰ سال فبل ایجاد شده‌است. چنانچه در بین اهالی مشهور است که شاه مراد از افسران نادر که در جنگ هرات شهید شد، از بنیانگذاران روستا بوده‌است.
عده ای هم بنیاد آن را به یکی از خوانین کُرد ساوجبلاغ مکری بنام «اردشیر بیگ مکری باریکان» نسبت می دهند که در دوره زندیه و قاجار مناصب حکومتی داشته و املاکی را در این نواحی خریده و روستای باریکان را بنام لقب خود نام می نهد. ضمن آنکه در نواحی بین مهاباد و میاندواب هم منطقه ای تحت نام محال باریکان وجود دارد که از املاک اردشیر بیگ مکری باریکان بوده است.
در توضیح علت تفاوت در پیشینه روستای باریکان در دوره مادها و قدمت روستای کنونی باریکان، برخی از اقوال حکایت از ویرانی روستاهای طالقان و من‌جمله باریکان بر اثر چندین زلزله دارد که تعدادی از آن‌ها بسیار مهیب بوده‌است: «سال ۹۵۸ م - ۱۴۲۸ م - ۱۴۸۵ م ۱۵ اوت–۱۶۰۸م ۲۰ آوریل- ۱۸۰۸ م ۱۶ دسامبر- رجوع شود به قسمت «زلزله» در سایت». بررسی‌های میدانی نیز موید درستی این نظریه‌است. زیرا آثاری از موقعیتهای مسکونی و باستانی در شعاع ۳ کیلومتری موقعیت کنونی روستای باریکان و در مناطی موسوم به:آقا جشمه -پنجعلی- جیر ارزنگ- اسکولدر-کلان دشت- زرعکان- سنقر کلایه- محمود کلایه - خانه کالفان یافت می‌شود.
همچنین با توجه به تصریح منابع تاریخی در حمله هلاکوخان مغول به قلاع اسماعیلیه طالقان و الموت (۶۱۰ ه- -ش) احتمال می‌رود که روستا در جریان این حمله تخریب شده باشد. (ارژنگ قلعه یکی از قلاع اسماعیلیه در جنوب روستا توسط کیا محمد بن بزرگ امیر در سال ۵۰۲ ه- -ش احداث شده‌است)

## آداب و سنن
عزاداری

محرم ۱۰ مرداد سال ۱۳۶۹ کوچه‌های باریکان

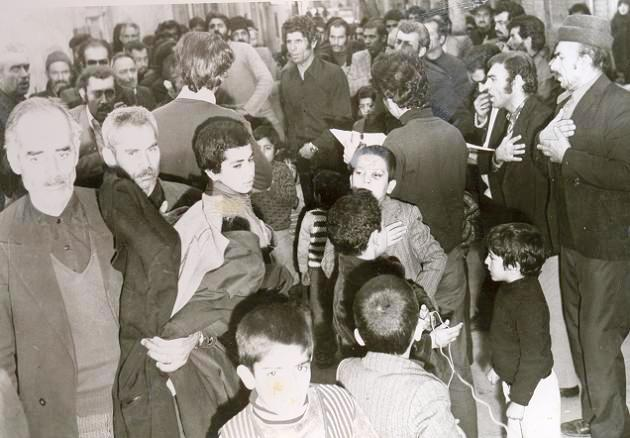
هیئت باریکانی‌ها محرم سال ۱۳۵۴–۲۲دی تهران

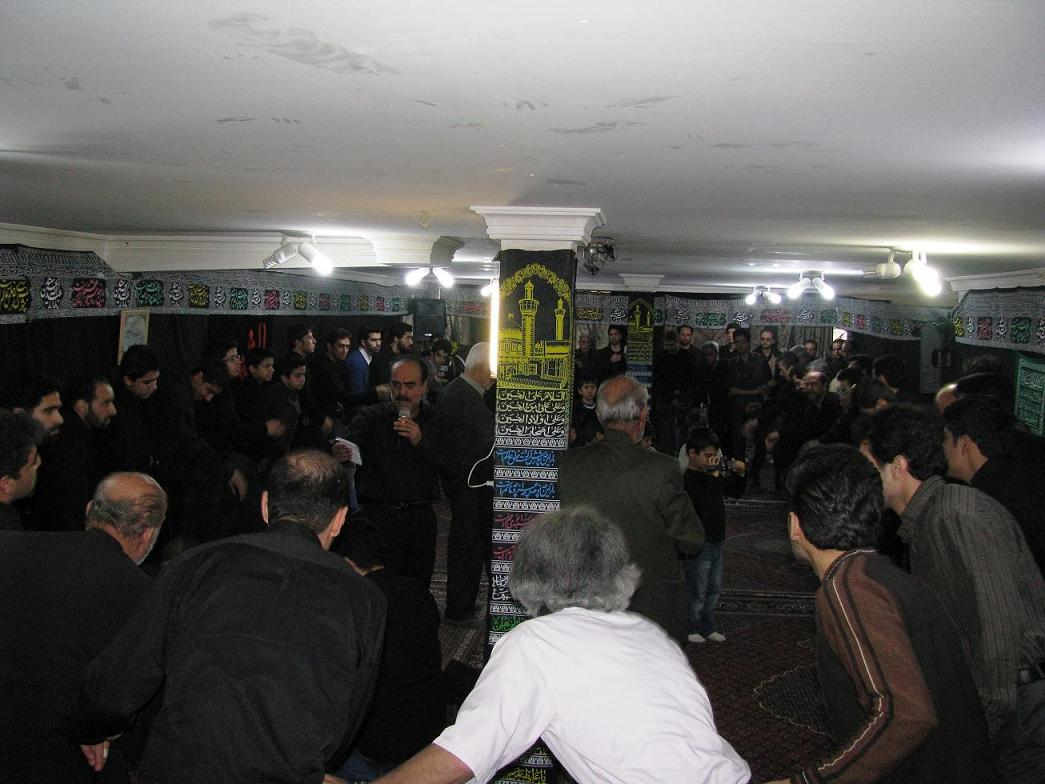
هیئت باریکانی‌ها- تهران شب عاشورا-۱۷دی۱۳۸۷

اهالی طالقان که از زمره اولین شیعان آل علی در ایران به‌شمار می‌روند، از دیر باز در رثای واقعه جانگداز کربلا همپای دیگر شیعیان در طالقان به عزاداری می‌پرداختند.
عزاداری در قبل از دهه ۵۰ که روستا دارای جمعیت قابل توجه‌ای بود، از اولین شب دهه در مسجد قدیمی که یک طبقه و دارای ستون‌های چوبی متعددی بود برگزار می‌شد. هر شب بر اساس رسمی که از سال‌ها قبل بر قرار شده بود، یکی از خانواده‌ها متولی پذیرائی چای بود. سینه زنی در باریکان قدیم حال و هوائی خاص داشت که اینک نیز کم و بیش ادامه دارد. در آن دوران مردان روستا چنان از سوز دل سینه زنی می‌کردند که از خود بی‌خود می‌شدند. بر اثر ضربات بسیار سنگین که صدائی رعد آسا داشت از سینه بسیاری از سینه زنان خون جاری می‌شد و اشک‌ها از دیده‌ها روان می‌گشت. در سپیده روز عاشورا، دسته عزاداری از میدانگاهی روستا (رُونَا) به سمت استخر (اَسَلِّی‌سَر) در جنوب شرق بعد به سمت گورستان (جَرمزار) در شمال شرق روستا حرکت می‌کردند. در حالی که علاوه بر بیرق‌های متعدد، علم بزرگی در پیشاپیش دسته حرکت داده می‌شدکه به نشانه نذر پارچه‌هائی به آن گره زده شده بود. عزاداران این ابیات را می‌خواندند:
زَارِیِ، زَارِیِ، زَارِیِ، زَارِ ___ زِارِیِ، یاران ظُلمْ زَارْ
(زاری کنید زاری کنید زاری کنید زاری - زاری کنید همراهان از این ظلم زاری کنید)
همچنین ابیاتی از ترجیع بند محتشم نیز خوانده می‌شد. دسته عزاداران که به‌تدریج کودکان و نوجوانان ونیز زنان به آن می‌پیوستند در ادامه روستا را دور می‌زدند و از محدوده جِیرباغ به محوطه حمام در غرب روستا و در انتهاء به گورستان جِیرمَزار در جنوب غرب قریه می‌رفتند و با این حرکت نمادین ۴ گوشه روستا را به نیت تبرک طی می‌کردند و نزدیک ظهر به مسجد بازمی‌گشتند و مقارن اذان ظهر نماز جماعت اقامه می‌شد. سپس از سفره اطعامی که هر خانوار به فراخور به مسجد می‌آوردند دسته جمعی تناول می‌کردند. از اوائل دهه ۵۰ این رسم تغییر یافت و مراسم از اوائل دهه تا سوم امام با همت بانیان خیر با طبخ غذا از عزاداران پذیرائی می‌گردد.
از حدود اواخر دهه ۵۰ که دهه محرم به فصل زمستان رسید، بخشی از باریکانی‌ها که به تهران مهاجرت کرده بودند «هیئت باریکانی‌های‌های مقیم مرکز» را تأسیس کردند و در هر هفته با قرائت قران به نوبت در منزل باریکانی‌ها تا چند سال پس از انقلاب نیز استمرار یافت.. هیئت طی دهه محرم چند سالی در خیابان قلمستان برگزار می‌شد سپس ازاواخر دهه ۶۰ و ۷۰ با مناسب شدن فصل مجدداً در مسجد باریکان عزا اقامه گردید و از اوائل دهه ۸۰ به دلیل تغییر فصل هیئت در تهران برگزار می‌شود. مهم‌ترین شاخصه مراسم سینه‌زنی سنتی باریکانی‌ها، تشکیل حلقه‌ای است که در آن هر سینه‌زن با دست چپ کمربند سینه‌زن قبلی را گرفته و پس از هر ضربه به سینه (در حالت یک‌ضرب هر بار و در سه ضرب پس از هر سه ضربه) یکبار به سمت جلو خم شده و مجدداً به حال نخست بازمی‌گردند. سینه زن‌ها با هر ضربه به سینه در همان حال یک گام به سمت راست برمی‌دارند و حلقه مدام به خلاف عقربه‌های ساعت می‌چرخد. این نوع سینه زنی موسوم به «شِیلَنگِهْ» در طالقان مرسوم است. همچنین سینه زنی با دو دست با تشکیل حلقه ویا در دو صف نیز معمول است.

## معماری روستا
معماری ساختمان‌های روستا از نظر تغییر در ساختار به ۳ دوره قابل تقسیم است:
۱:دوره دهه ۵۰ شمسی و قبل از آن
۲:دوره دهه‌های ۶۰ و ۷۰
۳:دوره دهه ۸۰

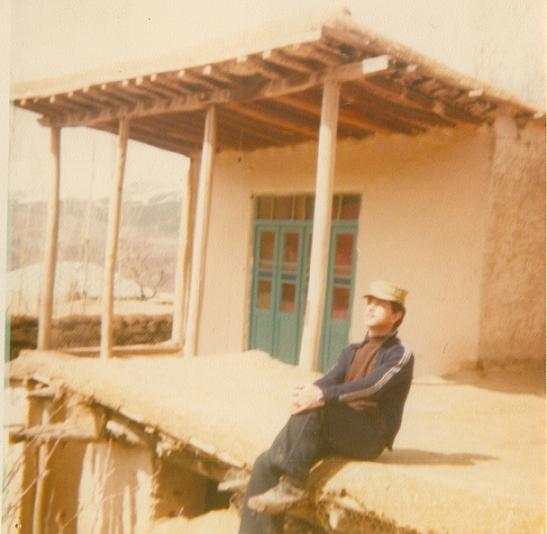
نمونه معماری دهه ۵۰ به قبل در روستای باریکان - نمای منزل کربلائی فتحعلی باریکانی - ۱۳۵۴

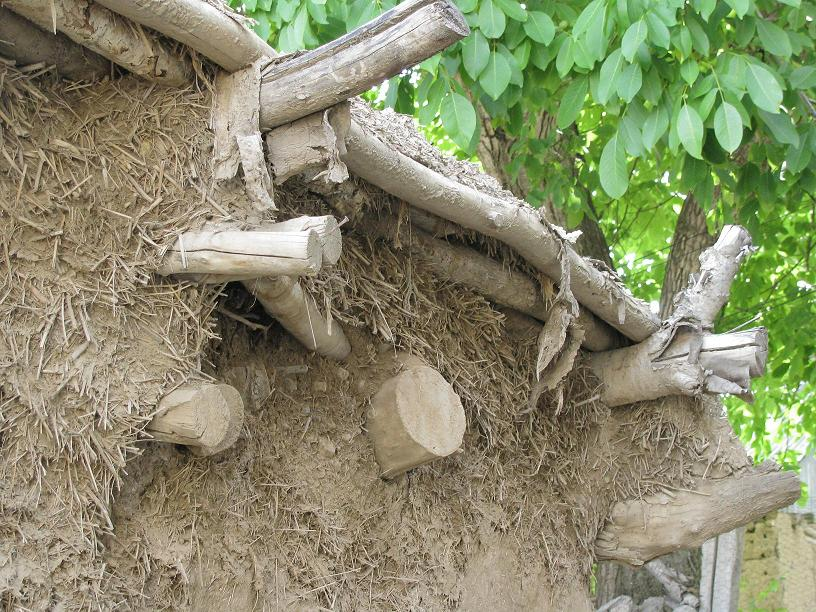
نمونه‌ای از سازه‌ها در معماری قدیم - دامداری مشهدی شیرعلی باریکانی

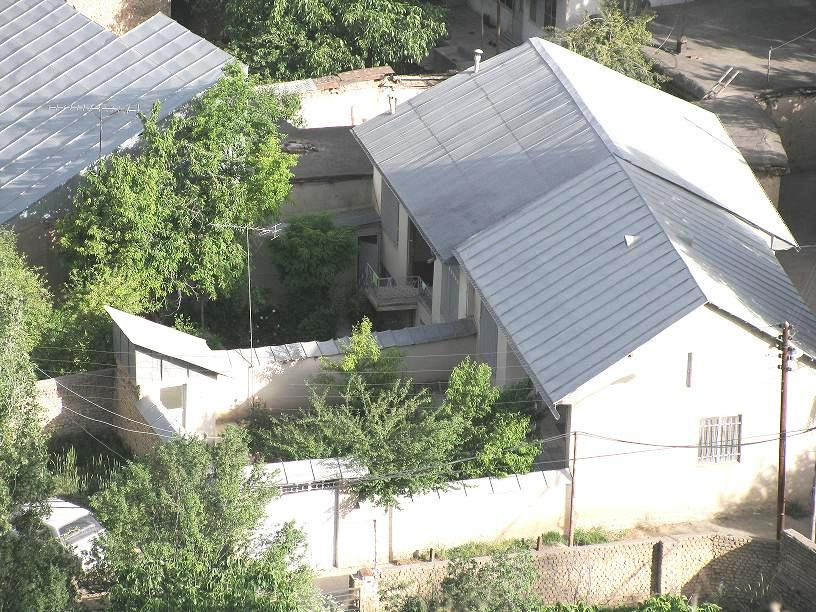
معماری دهه‌های ۶۰ و ۷۰ روستای باریکان - کاربری شیروانی بر روی سقف و دیوراهای آجری

مصالح بناها در معماری قدیم باریکان همانند قرون متمادی قبل از آن عبارت بود از: خشت در ابعاد مختلف -کاه گل و تیرهای چوبی. خانه‌های روستا رو به جنوب قرار داشت و به استثنای منزل مرحوم کربلائی فتحعلی باریکانی عموماًدر یک طبقه احداث شده بودند.
به‌طور معمول هر واحد مسکونی از دو قسمت مجزای و معمولاً هم‌جوار <مسکونی> و <دامداری> (طویله) تشکیل می‌شد.
پی ساختمان‌های روستا بسیار قطور و معمولاً بیش از ۶۰ سانتیمتر بود. ابتدا در حدود ۱ متر زمین در محل احداث دیوارها پی کنی می‌شد و سپس تا حدود نیم متر یا کمی بیشتر از سطح زمین دیوار سنگ چین و پس از این مرحله خشت چینی آغاز می‌شد. خشتها در ابعاد ۳۰ در ۳۰ با استفاده از قالب چوبی و گل رس تهیه و تا ۵ سانتیمتر قطر داشتند و پس از خشک شدن در نور آفتاب بکار بره می‌شد. خشت چینی با لایه‌های‌های گل در هر ردیف تا زیر سقف ادامه می‌یافت. ارتفاع دیوارها تا حداکثر ۳ متر در نظر گرفته می‌شد. همچنین بر بالای دیوارهای هر اتاق یک تیر چوبی به موازات دیوار قرار می‌دادندکه به آن <نُکَاسْ> گفته می‌شد.
در احداث سقف یک چوب بلند و قطور که به آن <حمال> گفته می‌شد در مرکز و هم محور با طول اتاق قرار داده هی‌شد. این چوب از جنس درختان جنگلی به نام <وُزمِ> تهیه می‌شد که بسته به تمکن یا سلیقه تراش خورده یا بدون تراش بکار می‌رفت و بسیار مقاوم بود. اما در مواردی که طول اتاق بیش از ۳ متر بود؛ برای جلوگیری از خم شدن تیر حمال؛ معمولاً در مرکز این تیر چوب یا جوبهائی به نام <ستون> قرار می‌دادند. سپس بر روی تیرها که معمولاً با نیم متر فاصله کار گذاشته می‌شدند؛ بسته به امکان تخته؛ شاخ و برگ یا حصیر گذاشته می‌شد و روی آن را با گل نرمی به نام <شِفْته> به ضخامتی تا حدود ۲۰ سانتیمتر می‌پوشاندند و بر روی شفته حدود ۱۰ سانتیمتر کاه گل می‌کشیدند. پس از شیب بندی <بِیْم> (بام)؛ در سمت مخالف شیب ناودان تعبیه می‌شد که از حنس چوب بود و به آن <نَاچُولَک> گفته می‌شود.
در هنگام بارندگی برای جلوگیری از چکه آب با استوانه‌ای سنگی (بام غلطان) که <بِیْم گردان> نامیده می‌شد و دارای وزنی بیش از ۵۰ کیلو بوده و دسته‌ای فلزی داشت؛ سراسر بام را غلتک می‌زدند.
تا با متراکم شدن خاک رس سطح روئی از نفوذ آب باران و ایجاد چکه از سقف جلوگیری شود.
معمولاً در سقف مرکز هر اتاق از بنا اعم از مسکونی یا دامداری یک دریچه ۵۰ در ۵۰ در نظر گرفته می‌شدکه به آن <دِرْجِی> گفته می‌شود: خروج دود در واحد مسکونی و ورود علوغه خورد شده در زمستان از بالای بام به طویله از کارکردهای <درجی> است.
درب ورودی منازل دو لنگه و از الوار قطور ساخته می‌شد. درب اتاق‌ها نیز چوبی بودند. بناهای مسکونی نوعاً داری ایوان بودند که رو به جنوب قرار داشت. نمای بیرونی دیوارها با گاه گل پوشانده می‌شد و بعضاً تا حدود یک متر از نمای دیوارها با گلی که از خاکی سفید رنگ حاصل می‌شد؛ ٰ تزئین می‌شد.
در دهه ۶۰ با توجه به شرایط اقلیمی منطقه و بارش باران و به ویژه برف باری سنگین که نیازمند نیروی جوان برای برف روبی بود و کاهش نیروهای جوان در روستا در دهه‌های ۶۰ و۷۰؛ استفاده از الگوی استان‌های شمالی و کاربری ورقه‌های فلزی که اصطلاحاً <شیروانی> نامیده می‌شود؛ به‌تدریج معمول شد. در این مرحله نسل جدیدی از بناهای مناطق ییلاقی پا به عرصه گذارده و احداث بناهای آجری با طرحی نیمه روستائی نیمه شهری رواج یافت. این بناها با پی چینی سنگ و احداث دیوارهای آجری تا حداکثر ۲۰ سانتیمتر دارای فضاهای جدیدی چون پذیرائیٰ هال؛ کمد دیواری؛ آشپزخانه؛ سرویس بهداشتی و حمام بود. عمده بناهای جدید در این دوره در محل کنونی روستا احداث شده‌است.
در دهه ۸۰ نوع معماری از حالت روستائی به کلی تغییر جهت داد و به سمت الگوهای <ویلا>‌سازی و <آپارتمان>‌سازی گرایش یافت. اینک فقط معدودی از ساختمان‌های روستا به حال اولیه هنوز بهره‌برداری می‌شود و بیشتر بناها با الگوی معماری ییلاقی احداث می‌شود. طراحی تراس؛ شومینه؛ به کاربری سفال در سقف و ساخت بنا در چنین طبقه از مشخصات معماری دهه ۸۰ است. بناهای این دوره عموماً در خارج از محیط قبلی روستا و در اماکنی چون میاندشت؛ گیلنکی چْکی‌سر و سنگ‌دشت احداث شده‌است.

## کشاورزی و دامداری

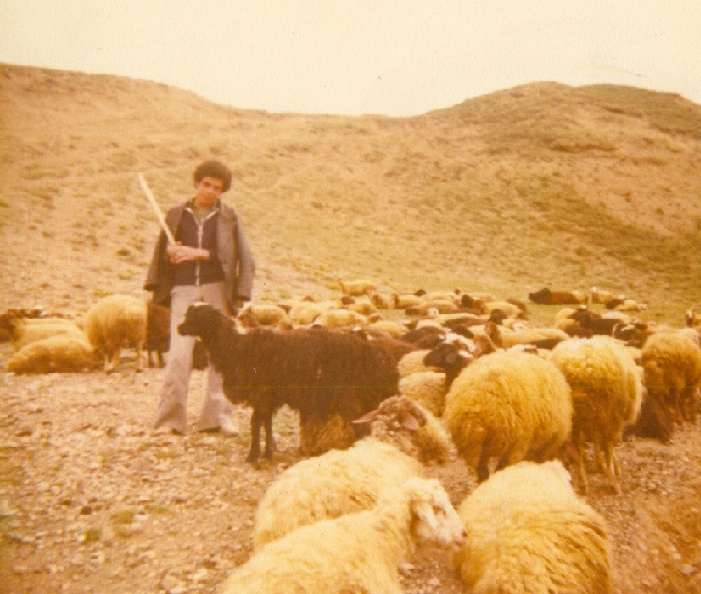
دامداری در باریکان ۰-منطقه:<باری‌کلو> تیر ۱۳۵۵

دهکده باریکان در زمره روستاهای متوسط منطقه طالقان محسوب می‌شود و دارای مزارع چندان وسیعی نیست. اما با این وصف در گذشته‌ای نه چندان دور، کشاورزی مهم‌ترین محل درآمد محسوب می‌شد.
مزارع باریکان به دو دسته «آبِی» و «دیمی» تقسیم می‌شوند.
زمین‌های آبی عمدتاً در امتداد جنوب به شمال روستا و به موازات رودخانه باریکان و نیز دز ضلع جنوب شرق مزارع <گهره - سنگ دشت - آقا چشمه> قرار دارند و زمین‌های دیم در ضلغ شمال شرق روستا و عمدتاً در مزارع «جارو زمینان و اسپی‌گلک» واقع شده‌اند.
آب مزارع دیمی عمدتاً از رودخانه باریکان تأمین می‌شود که ار محلی به نام «بندگاه» از فاصله در حدود ۵ کیلومتری به جنوب روستا وارد و در استخری که «باریکانی استل» نامیده می‌شود، ذخیره و سپس بر اساس <نوبت آب> که به فاصله هر ۶ روز یکبار تعیین شده‌است، توسط صاحبان مزارع به زمین‌ها هدایت می‌شود. همچنین برخی دیگر از زمین‌های آبی توسط چشمه‌ها مشروب می‌گردد که از مشهورترین آن‌ها «آقاچشمه» و «باریکانی‌چشمه» را می‌توان نام برد.
باریکانی‌ها مانند سایر روستاهای طالقان علاوه بر کشاورزی به دامداری نیز اشتغال داشتند. تقریباً اکثر اهالی علاوه بر چارپایانی چون گاو نر، الاغ و قاطر که در کشاورزی مورد استفاده بودند، تعدادی گاو ماده، گوسفند (قوچ و میش) و بز نیز پرورش می‌دادند. همچنین نگهداری مرغ و خروس نیز رواج داشت.
مهاجرت اهالی به تهران و کرج که از حدود ۵۰ سال قبل آغاز شده‌است، کشاورزی و باغداری را به حداقل کاهش داده‌است. هم‌اکنون دامداری کاملاً منسوخ شده و همچنین غیر از معدودی از مزارع آبی و باغ، کشت دیم به کلی متوقف شده‌است.

## محصولات کشاورزی
تا اواخر دهه۵۰ گندم محصول اصلی باریکان بود. کاشت سایر محصولات زراعی علوفه‌ای و جالیزی چون: جو، شبدر، عدس، کدو، خیار، هویج، پیاز، لوبیا، گوجه فرنگی نیز رواج داشت. هم اینک کاشت این نوع محصولات تقریباً متوقف شده‌است.
در این دوره میوه‌های درختی نظیر الوٰ آلبالو، زردآلو به صورت محدود بهره‌برداری می‌شد و درختان توت، گردو و سنجد نیز کم و بیش کاشته می‌شد.
از دهه ۵۰ که گرایش به باغداری گسترش یافت. سیب عمده محصول باریکان را تشکیل می‌دهد. بهره‌برداری از میوه‌هائی چون گیلاس در چند نوع، زردآلو و آلبالو نیز مرسوم است.

## مزارع عمده باریکان

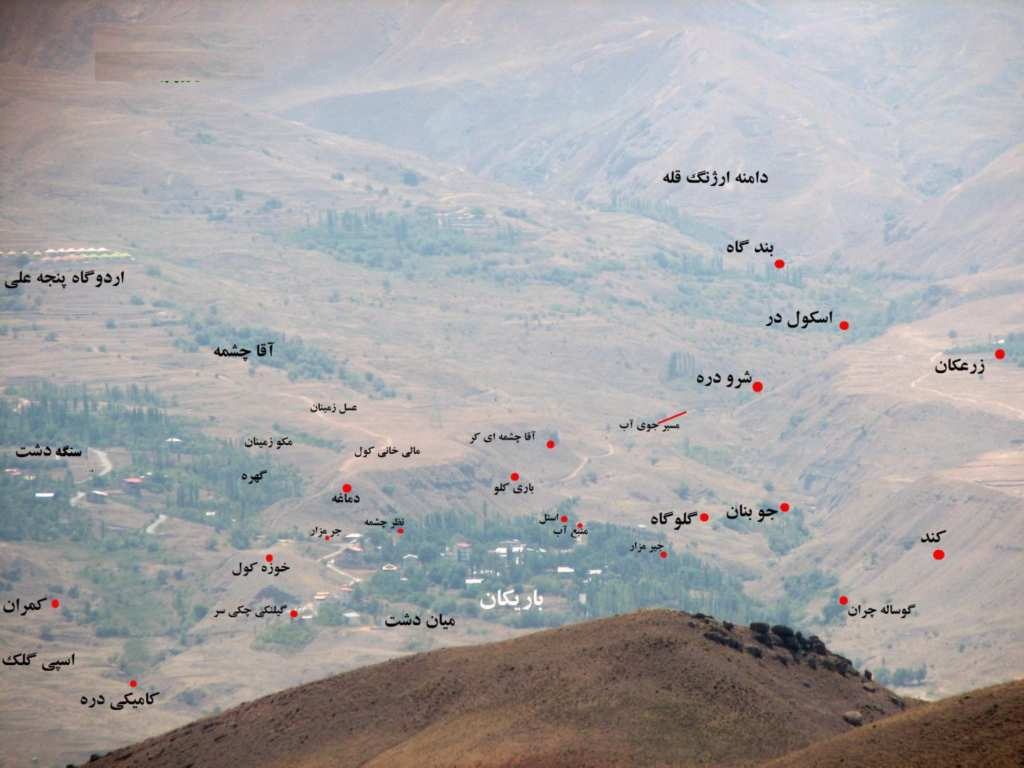
نمای بخشی از مزارع باریکان - نمای شمال به جنوب

مزارع باریکان هر چند وسیع نیستند. اما هریک دارای اسامی بخصوصی هستند که بر اساس شکل ظاهریٰ  انتساب به یک خاطرهٰ موقعیت استقرار یا تعلق داشتن به اشخاص و امثالهمٰ نام‌گذاری شده‌اند.
زمین‌های کشاورزی در هریک از مزارع روستا عمدتاً در مساحتهای کم (حداکثر تا حدود ۱۰۰۰ متر) پراکنده هستند. مالکیت در باریکان عمدتاً به صورت <خرده مالک> می‌باشد. اما کوشش‌هائی از ۴۰ سال قبل به این سو برای پکپارچه کردن مزارع البته در مقیاس کوچک و عمدتاً به دلیل ایجاد <باغ> صورت گرفته‌است.

## رودخانه‌های باریکان

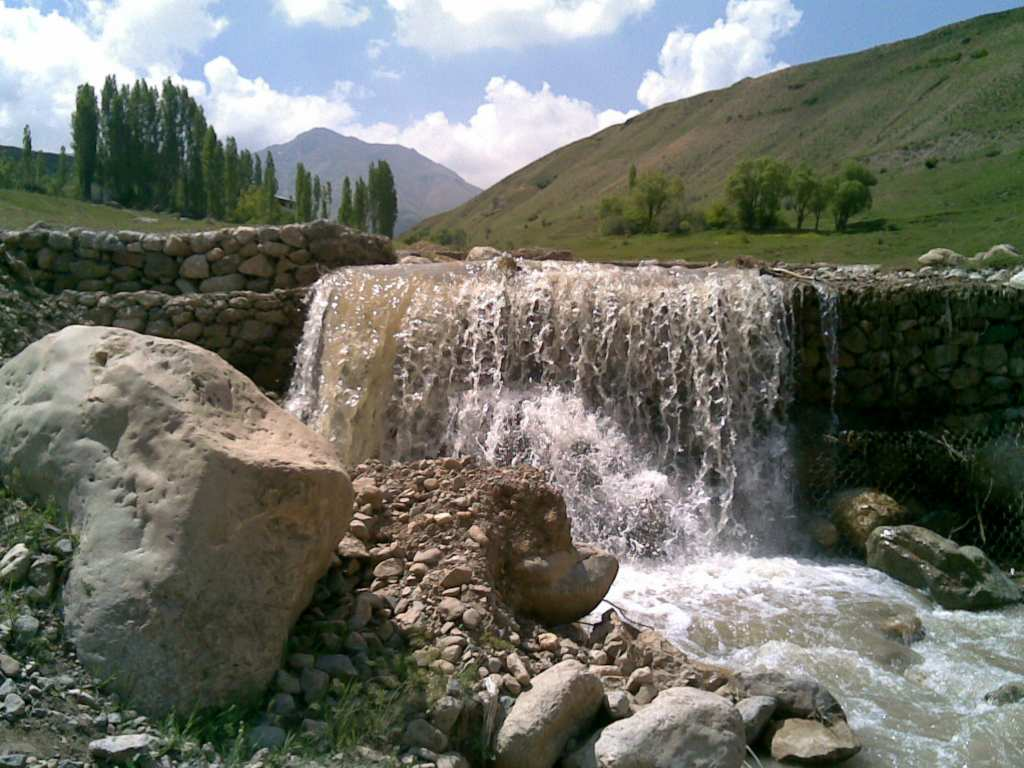
رودخانه باریکان - نمای رودخانه در مزرعه<آب‌نما>

رودخانه «باریکان روخانه» یکی از دو رود روستا می‌باشد که از رشته کوه جنوبی روستا که به «ارژنگ یا ارزنگ قله» موسوم است، سرچشمه می‌گیرد.
در دامنه ارزنگ قله دو شعبه رودخانه ارزنگ و باریکان رودخانه به یکدیگر متصل شده و پس از پیمودن حدود ۱۴ کیلومتر به رودخانه «شاهرود» می‌پیوندد.
رودخانه باریکان که به زبان تاتی «باریکان‌روخانه» نامیده می‌شود، رودخانه‌ای دائمی است. لیکن در از نیمه دوم فصل بهار و تابستان آب آن از محلی به نام «بندگاه» برای مصارف کشاورزی روستا و بخش‌های شمالی روستای «فشندک» مورد استفاده قرار می‌گیرد.
دیگر رودخانه باریکان رودخانه فصلی «کامیکی‌روخانه» نام دارد که از دره «سیف‌دارک» در جنوب روستا سرچشمه گرفته و پس از طی دره «گهره» به دره «کامیکی‌دره» وارد و سپس به رودخانه «شاهرود» می‌پیوندد. طول رود حدود ۶ کیلومتر است که در فصل زمستان و اوائل بهار دارای آب و در مابقی سال خشک است.

## چشمه‌ها
دبی آب چشم‌های روستا با یکدیگر متفاوت است اما از حداکثر ۱ اینچ تجاوز نمی‌نماید.
چشمه‌ها معمولاً به نام موقعیت محل استقرار نامیده می‌شوند؛ و از نظر موقعیت جغرافیائی به چهار دسته قابل تقسیم هستند
چشمه‌های ضلع جنوب غربی:گلوگاهی‌چشمه
چشمه‌های ضلع جنوب شرقی:–موش‌چشمه–آهنگرچشمه – -سیفدارکی‌چشمه -سنگ‌دشتی‌چشمه
چشمه‌های ضلع شمال غرب:آقاکوره‌ای‌باغ‌چشمه- کاهن‌بندی‌چشمه- گلینکی‌چکی‌سری‌چشمه- چاک زمینی چشمه- حاج آقا چشمه - لاتی چشمه
چشمه‌های ضلع شمال غرب:کمرانی‌چشمه-مزرعه ایس چشمه- چالانی چشمه
چشمه‌های محل استقرار روستا:نظرچشمه– باریکانی‌چشمه-سیدآباد
آب لوله‌کشی بهداشتی روستا از دو چشمه <گلوگاهی چشمه> (۶۵٪) در فاصله ۵۰۰ متری جنوب و <سیفدارکی چشمه> (۳۵٪) در فاصله ۱۱۰۰ متری جنوب شرق تأمین می‌شود.
از اواخر دهه ۷۰ و به ویژه در دهه۸۰ احداث چاه نیز متداول شده‌است و به این ترتیب از آبدهی بسیاری از چشمه‌ها کم و بیش کاسته شده‌است.

## راه‌های دسترسی و فواصل
فاصله روستای باریکان تا:
بزرگراه کرج – قزوین:۴۷ کیلومتر
شهر تهران  :۱۳۵کیلومتر
شهر کرج  :۹۵ کیلومتر
شهر شهرک طالقان:۴/۴ کیلومتر
روستای میناوند  :۱/۲ کیلومتر
روستای گلینک  :۷/۲ کیلومتر
روستای زیدشت  :۷/۳ کیلومتر
روستای جوستان  :۱۰ کیلومتر
تا ابتدای سد طالقان ۱۱: کیلومتر
تا دریاچه سد طالقان:۸/۱ کیلومتر

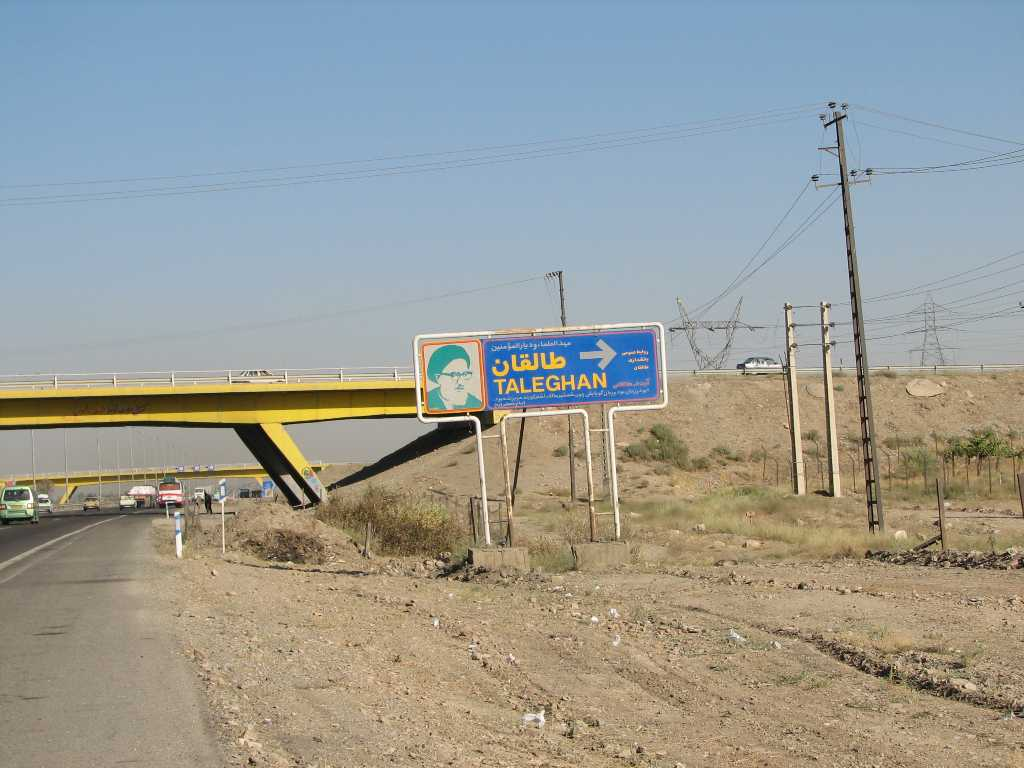
جاده ورودی به بخش طالقان کیلومتر ۹۰ بزرگراه کرج - قزوین

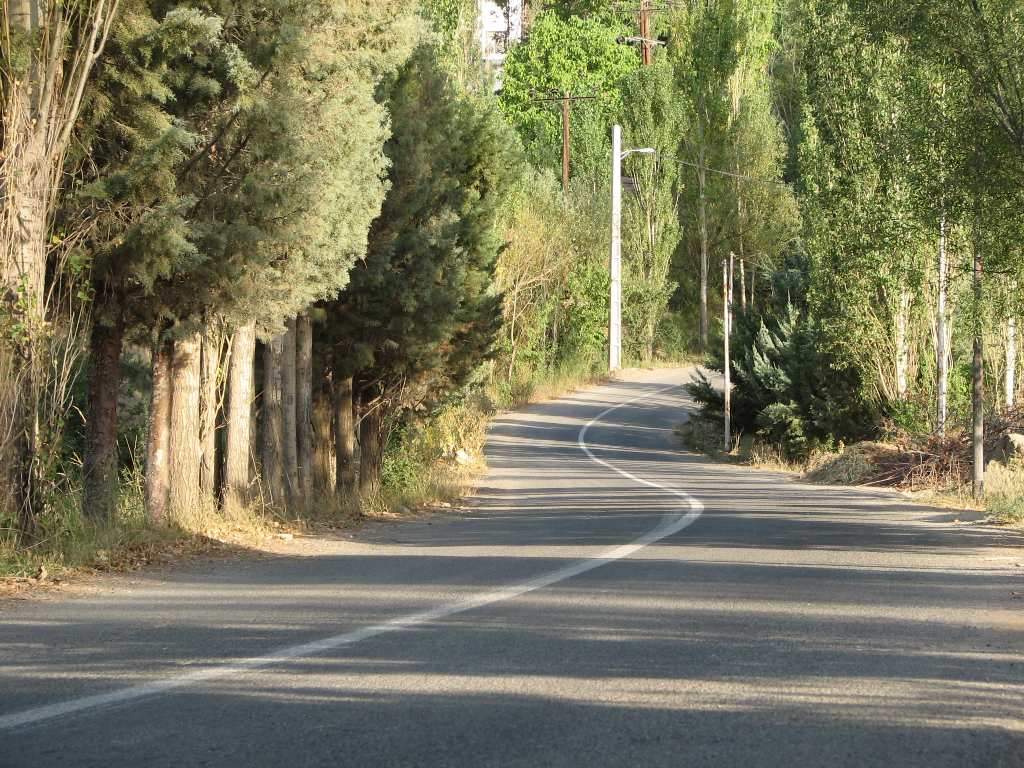
جاده ورودی به ابتدای روستای باریکان موسوم به سر جیری (سر پایینی)

هم‌اکنون یگانه راه اصلی دسترسی به روستای باریکان عبارت است از:
راه طالقان به شهرک که از کیلومتر ۹۰ بزرگراه تهران - قزوین آغاز و در حدود ۳ کیلومتر قبل از شهرشهرک از مسیر اصلی جدا و پس از طی حدود ۲/۱ کیلومتر به روستا وصل می‌گردد. هر دو راه اصلی و فرعی آسفالت است.
راه دیگری در دست احداث است که از شهر جدید هشتگرد به روستای ورکش سپس شهر شهرک متصل خواهد شد. این راه فاصله تهران تا شهرک طالقان را از ۱۳۵ کیلومتر در حدود ۳۵ کیلومتر کاهش خواهد دادو به این ترتیب فاصله تهران - باریکان در آینده نزدیک حدود ۱۰۰ کیلومتر خواهد شد.

## جمعیت
جمعیت ساکن اصلی در روستا از سه دهه قبل به این سو به‌تدریج کاهش یافته‌است. در آخرین سرشماری سال ۱۳۸۵ جمعیت باریکان ۳۰۶ نفر بوده‌است. (مرد: ۱۶۵ زن: ۱۴۱جمعیت باسواد۲۸۱ نفر) لازم به توضیح است جمعیت مزبور در نیمه دوم سال معمولاً تا زیر۲۰ نفر کاهش می‌یابد.
«باریکانی» نام فامیلی اکثریت منسوبین به باریکان است.
باریکان از نظر طایفه‌ای دارای چهار شاخه اصلی به نام‌های شاه مراد – میرزا - یوسف و قدم می‌باشد.

## امکانات

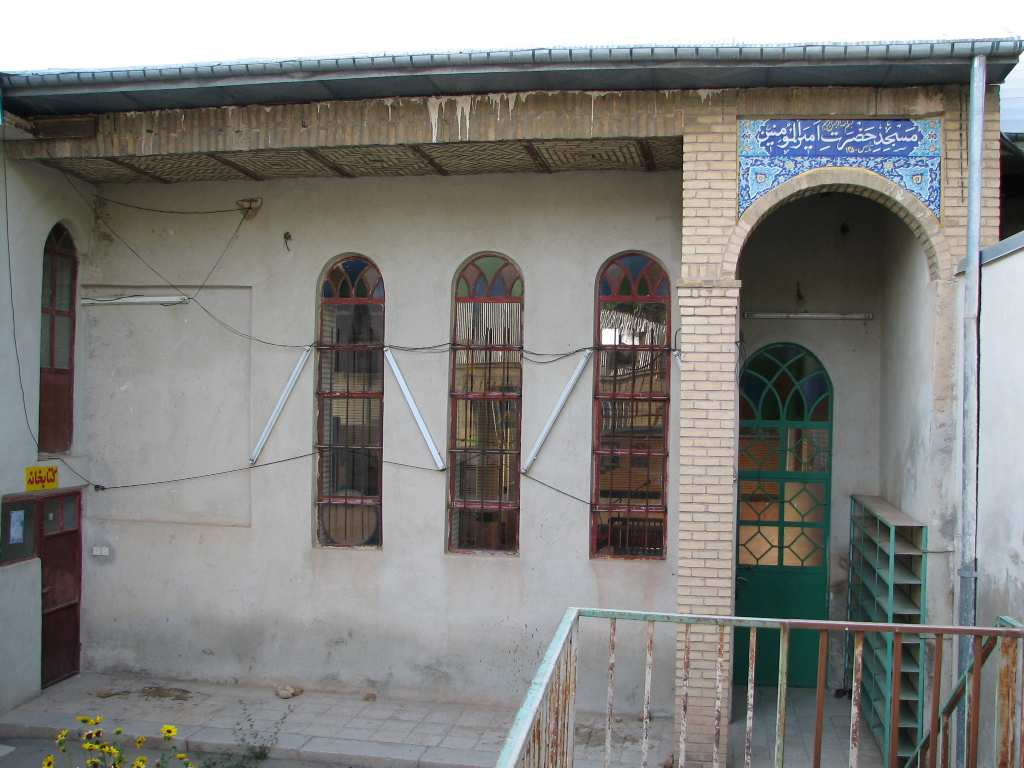
مسجد امیرالمؤمنین باریکان (نمای حیاط -ضلع جنوبی)

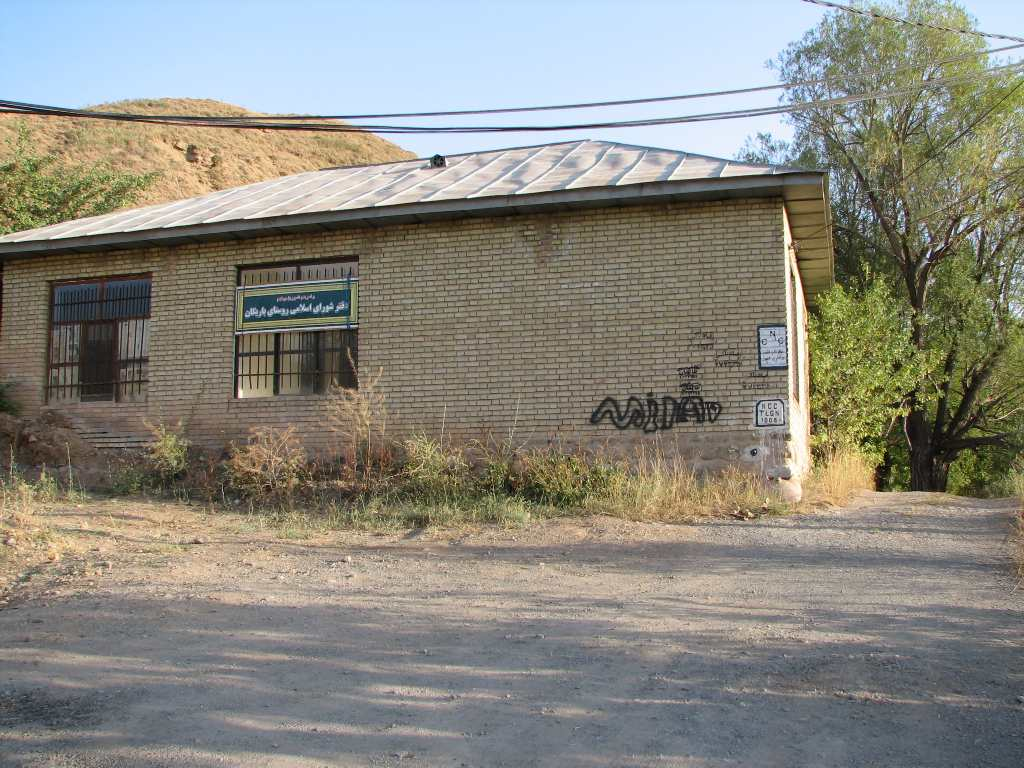
ساختمان شورای اسلامی روستا (مدرسه سابق)

روستای باریکان دارای:آب لوله‌کشی بهداشتی، برق، ۱۰۰ شماره تلفن (پیش‌شماره۰۲۶۱۴۷۷)، مسجد و حسینیه، جاده دسترسی آسفالت و ساختمان دهیاری و شورای اسلامی است. تلفن همراه (همراه اول - ایرانسل) داری آنتن بوده و تمامی شبکه کشوری تلویزیون، شبکه قزوین و البرز قابل دریافت است.
روستا دارای حمام جدید و نیز حمام خزینه‌ای و مدرسه ابتدائی بوده که از حدود ۲۰ سال قبل به این‌سو به دلیل مهاجرت اهالی متروکه شده‌است.